# Fumiteru Nakano
Pour les articles homonymes, voir Nakano (homonymie).
Fumiteru Nakano (中野 文照, Nakano Fumiteru) est un joueur japonais de tennis né le 13 janvier 1915 à Gifu et décédé le 20 janvier 1990,.

## Carrière
Il atteint les 1/8 de finale de l'US Open en 1937 (perd contre Bobby Riggs et de Roland Garros en 1938 (perd contre Frantisek Cejnar).
Il joue 5 rencontres de Coupe Davis en 1937 à 1952 3 victoires (toutes lors de la rencontre face au Canada) pour 10 défaites au total. Lors de la rencontre face à l'Australie en 1938 il joue un match pour l'honneur contre John Bromwich 6e joueur mondial, il mène deux sets à un, 6-1, 1-6, 6-4, mais le match est interrompu à 12-12.

## Référence
1. ↑  (jp) Fiche joueur
2. ↑  Fiche joueur Coupe Davis
3. ↑  Tennis Archives